# 井冈山市工业园区
井冈山市工业园区，是中华人民共和国江西省吉安市井冈山市下辖的一个类似乡级单位。

## 行政区划
下辖以下地区：
虚拟社区。